# Lagnicourt-Marcel
Lagnicourt-Marcel è un comune francese di 339 abitanti situato nel dipartimento del Passo di Calais nella regione dell'Alta Francia.

## Società

### Evoluzione demografica
Abitanti censiti